# Fenylobutazon
Fenylobutazon (łac. phenylbutazonum) – organiczny związek chemiczny, lek o bardzo silnym działaniu przeciwzapalnym, umiarkowanie przeciwbólowym i słabo przeciwgorączkowym oraz antyagregacyjnym, pochodna butylopirazolidyny, należąca do niesteroidowych leków przeciwzapalnych (NLPZ).
Stosowany w leczeniu zesztywniającego zapalenia stawów kręgosłupa (ZZSK) i innych zapaleń stawów kręgosłupa, reumatoidalnego zapalenia stawów, dny moczanowej i dny rzekomej w razie braku reakcji na inne środki. Poza tym w dolegliwościach bólowych w przebiegu zmian przeciążeniowych i zapalnych tkanek miękkich. Ze względu na toksyczność i działania niepożądane zastosowanie leku jest znacznie ograniczone i wymaga szczególnej ostrożności. W większości wskazań równie skuteczne są inne leki z tej grupy. W żadnym przypadku nie należy stosować jako lek pierwszego rzutu.

## Dostępne formy preparatu
- czopki
- drażetki
- maść
- iniekcje

## Nazwa handlowa
- Butapirazol